# سعيد بن عبد العزيز بن مشيط
الأمير سعيد بن عبد العزيز بن مشيط ويكنى بأبي محمد نسبة إلى أكبر أبنائه (محمد). وكانت لأخته منيرة حظوة خاصة عنده، لذا كان يعتزي بها أيضاً فيقول «أخو منيره» وكان يلقب نفسه في خطاباته الرسمية والخاصة بـ (الواثق بالله)، كما يقال له من رجال البادية خاصه «سعيد بن عبد» 

## مولده ونشأته
ولد الأمير سعيد بن عبد العزيز ابن مشيط في قرية ذهبان عام 1287هـ تقريباً. نشأ في كنف والده الشيخ عبد العزيز بن حسين الذي رباه على الفضائل والسجايا الحميدة، وعلمه علوم الدين واهمها كتاب الله وسنة رسوله صلى الله عليه وسلم، كما هو معروف عن أسرة آل مشيط وغير ذلك من العلوم النافعة، كما تدرب على الفروسية والقتال حتى صار أحد فرسان العرب المعاصرين شجاعة وإقداما. وقد اكتسب خبرة واسعة من والده.

## استلامه للإمارة
بعد وفاة الشيخ عبد العزيز بن حسين، وصلت قيادة قبائل شهران وإدارة السوق إلى ابنه الأمير سعيد بن عبد العزيز بن مشيط، وانضمت اليه شهران كلها، قد ذاع صيته في المنطقة الجنوبية، ووثَقَت به جميع القبائل، ونال احترام رجال الدولة، والأسرة الحاكمة وقد جمع بين حب المليك، واحترام الرعية. وقد انتخبه أبناء المنطقة -على حياة والده- لينوب عنهم مع الشيخ عبد الله بن أحمد آل مجثل في مجلس المبعوثان في الآستانة. اضافه إلى الثقة التي وضعها فيه المؤسس الباني عبد العزيز آل سعود.

## تعليمة
تعلم الأمير سعيد بن عبد العزيز ابن مشيط القراءة والكتابة منذ صغره والده الشيخ عبد العزيز كان يتعهده، وقد خصص له مُعلماً يعلمه، وقد الح على ابنائه التعلم وكان هذا حرصاً لقراءة القرآن الكريم وسنة الرسول الكريم. وقد تعلم الفروسية منذ الصغر، فقد كان فارساً مقداماً وكانت له درايه وخبره في الرماية وركوب الخيل، فكان لا يركب الا حصاناً اصيلاً.

## سماته الخُلٌقيه
كان الأمير سعيد بن عبد العزيز ابن مشيط بهي الطلعة، وطولاً، وفيه هيبة ووسامه، وله وجه وضيء، وعينان نفاذتان، ولحية طويله مهذبة. تظهر عليه ملامح الساميين بوضوح كبير. وعُرفَ بمظهره التمييز وحسن هندامه، فكان لا يُرَى الا بهيئة خاصة تبعث على هيبته واحترامه، فكان يلبس عقالاً مقصباً جميل المنظر، وغترة من الصوف الأبيض (من زبد الرخال) متمنطقاً بالخنجر المطعم بالذهب، ويرتدي (البشت) من الوبر وكان دائماً حوله الموالي والخدم، وكان إذا يمشي بين الناس يظهر امامهم فارعاً.

## مواجهة ابن عايض في هجومه على قصر ذهبان بخميس مشيط
بعد ان استقر الأمر لـ عبد العزيز آل سعود في عسير، وعاد الأمير عبد العزيز بن مساعد بن جلوي إلى الرياض، تاركاً فهد العقيلي أميراً لأبها، جمع الأمير حسن بن عايض بعض القوات، وهاجم العقيلي في القصر وأخرجه منه، فاتجه العقيلي إلى خميس مشيط، فاستقبله الأمير سعيد ابن مشيط، وقدم له ولمرافقيه واجب الضيافة، وزوده بكل ما يحتاج إليه، ثم جهز الأمير سعيد ابن مشيط والأمير فهد العقيلي مندوبين للسفر إلى نجد لإخبار عبد العزيز آل سعود بما فعله حسن بن عايض، علم ابن عايض بذلك فأسرع بتجهيز جيش، وسار به إلى خميس مشيط التي غزاها على غفلة من أهلها، وذلك انتقاماً من الأمير سعيد ابن مشيط لاستقباله العقيلي. دخل الأمير حسن بن عايض إلى خميس مشيط دون ان يقتل أحد وذلك لأن أهلها قد فروا إلى الجبال، وهدم ابن عايض قصوراً كثيرة وأحرقها، وهدم الآبار. وقد تحصن الأمير سعيد ابن مشيط بتوفيق من الله في قصوره بذهبان ومعه رجاله ومواليه. وكان معه جماعه من آل رشيد، منهم ابن سباح، وسعد بن شلوان، وعلي بن عبد الله بن مرعي، وبطي بن عبد الله بن مرعي (راوي هذه الرواية) ومانع بن مشروق، وبعض الرجال من جماعته آل رشيد. وقد دام الحصار ثلاثة أيام، دار فيها قتال عنيف بين الأمير حسن بن عايض والأمير سعيد بن مشيط ومن معه من اولاده ومواليه، وبعض جماعاته الذين كانوا معه في القصور. كان لدى الأمير سعيد بن مشيط من البنادق ما تسمى (العصملي) والكثير من العتاد الذي حصل عليه من الأتراك أيام وجودهم في أبها، وهو ما ساعده بعد الله على مقاومة جيش ابن عايض. في اليوم الثالث من القتال، تدخلت قبيلة بني جري -عن طريق الأستاذ محمد بن هشلول العكاسي الذي كان يدرس أبناء الأمير سعيد بن مشيط للصلح، وجرت مشاورات ومباحثات بين الأمير سعيد بن مشيط وكبار بني جري على الصلح مع ابن عايض، وتوقف القتال، وفٌك الحصار.. وحسب الاتفاق جاء ابن عايض وكبار قومه إلى الشيخ سعيد بن مشيط في قصره، وقدم لهم واجب الضيافة ثم قام الأمير حسن بن عايض برحلة في بلاد قحطان يرافقه الأمير سعيد بن مشيط لعدة أيام، ثم عاد الأمير سعيد بن مشيط إلى قصره في خميس مشيط، وعاد الأمير حسن بن عايض إلى ابها لما تواترت الاخبار عن وصول الأمير فيصل بن عبد العزيز آل سعود على رأس الجيش متجهاً إلى ابها.

## مشاركاته الحربية
وصبت قوه كبيره في شوال سنة 1340هـ بقيادة الأمير فيصل بن عبد العزيز آل سعود، وما إن وصلت هذه القوة إلى رنية حتى أرسل الأمير فيصل رساله عاجلة إلى الأمير سعيد بن مشيط تخبر بقدوم الحملة، فخرج الأمير سعيد مستقبلاً لهذه الحملة بمن معه من كبار شهران، وفي مقدمتهم أقرب الناس اليه الشيخ عبد الوهاب بن محمد أبو ملحه الذي كان له دور بارز في استقبال الأمير فيصل وتقديم ما يحتاج إليه الجيش، وقد انضم الأمير سعيد ومن معه إلى الحملة ووضع جميع إمكانياته تحت تصرف الأمير فيصل بن عبد العزيز آل سعود.

## غزوة الحُديده
كلف الأمير سعيد بن مشيط ابنه عبد الله لقيادة خمس مائة مقاتل من قبائل شهران العريضة، لينضموا إلى الجيش السعودي بقيادة الأمير فيصل بن عبد العزيز آل سعود المتجه إلى الحديدة، وقد تمكن الجيش بقيادة سمو الأمير فيصل بن عبد العزيز آل سعود من دخول الحديدة التي اعادها عبد العزيز آل سعود بعد ذلك إلى اليمن.

## حصار جدة
بقى الأمير سعيد بن مشيط ومعه من قبائل شهران 800 رجل حسب طلب عبد العزيز آل سعود في حصار جدة المضروب من عبد العزيز آل سعود على الشريف، واستمر ومن معه عدة شهور محل تقدير عبد العزيز آل سعود، وبقي ومن معه حتى انتهاء الحصار ودخول عبد العزيز آل سعود جدة.

## حرب القهر
القهر جبل منيع، وتسمى الحرب التي دارت عند هذا الجبل احياناً (حرب الريث)، والريث هي القبيلة التي تسكن في قمم جبل القهر، وفي سفوحه. وقد دارت عدة معارك عند هذا الجبل منها معركة سنة 1360هـ ومن أهم هذه المعارك تلك التي حدثت سنة 1375هـ، وحيث ظهر من قبائل الريث التابعين لمنطقة جازان عصيان الحكومة، وقد تحصنوا في جبل القهر، وكان الملك سعود قد اصدر اوامره إلى أمير جازان بمواجهتهم، غير انه وجد ان تحصنهم في جبل القهر يحتاج إلى قوة كبيرة، فأرسل الملك سعود بذلك. وامر الملك سعود بن عبد العزيز بحشد المجاهدين من قبائل عسير ورجال الحجر وقحطان وشهران للنزول إلى تهامة للاجتماع بأمير جازان والتقدم على جبل القهر. كان الأمير سعيد بن مشيط على رأس خمسمائة مقاتل من قبائل شهران للمشاركة مع القبائل الأخرى وقد رافقه ابنه الأمير عبدالعزيز بن سعيد بن مشيط (محافظ خميس مشيط سابقاً).ومن المشاركين في هذي الحرب الشيخ مبارك بن محمد بن بركوت والشيخ عبد الرحمن أبو نخاع والشيخ على بن عتيق.

## غزوة باقم
خرج الأمير سعيد بن مشيط على رأس ما يزيد على الف رجل من قبائل شهران العريضة مع الملك سعود بن عبد العزيز في حرب باقم جهة ظهران الجنوب، وكان ذلك سنة 1353هـ.